# Grabce Wręckie
Grabce Wręckie (prononciation : [ˈɡrapt͡sɛ ˈvrɛnt͡skʲɛ]) est un village polonais de la gmina de Mszczonów dans le powiat de Żyrardów de la voïvodie de Mazovie dans le centre-est de la Pologne.

## Histoire
De 1975 à 1998, le village appartenait administrativement à la voïvodie de Skierniewice.